# Les Lavandières de la nuit
 (mars 2025).
La mise en forme du texte ne suit pas les recommandations de Wikipédia : il faut le « wikifier ».
Les points d'amélioration suivants sont les cas les plus fréquents :
- Les titres sont pré-formatés par le logiciel. Ils ne sont ni en capitales, ni en gras.
- Le texte ne doit pas être écrit en capitales (les noms de famille non plus), ni en gras, ni en italique, ni en « petit »…
- Le gras n'est utilisé que pour surligner le titre de l'article dans l'introduction, une seule fois.
- L'italique est rarement utilisé : mots en langue étrangère, titres d'œuvres, noms de bateaux, etc.
- Les citations ne sont pas en italique mais en corps de texte normal. Elles sont entourées par des guillemets français : « et ».
- Les listes à puces sont à éviter, des paragraphes rédigés étant largement préférés. Les tableaux sont à réserver à la présentation de données structurées (résultats, etc.).
- Les appels de note de bas de page (petits chiffres en exposant, introduits par l'outil «  Source ») sont à placer entre la fin de phrase et le point final[comme ça].
- Les liens internes (vers d'autres articles de Wikipédia) sont à choisir avec parcimonie. Créez des liens vers des articles approfondissant le sujet. Les termes génériques sans rapport avec le sujet sont à éviter, ainsi que les répétitions de liens vers un même terme.
- Les liens externes sont à placer uniquement dans une section « Liens externes », à la fin de l'article. Ces liens sont à choisir avec parcimonie suivant les règles définies. Si un lien sert de source à l'article, son insertion dans le texte est à faire par les notes de bas de page.
- La présentation des références doit suivre les conventions bibliographiques. Il est recommandé d'utiliser les modèles {{Ouvrage}}, {{Chapitre}}, {{Article}}, {{Lien web}} et/ou {{Bibliographie}}. Le mode d'édition visuel peut mettre en forme automatiquement les références.
- Insérer une infobox (cadre d'informations à droite) n'est pas obligatoire pour parachever la mise en page.

Pour une aide détaillée, merci de consulter Aide:Wikification.
Si vous pensez que ces points ont été résolus, vous pouvez retirer ce bandeau et améliorer la mise en forme d'un autre article.
Les Lavandières de la nuit est une peinture à l'huile sur toile réalisée en 1861 par Yan’ Dargent. Elle figure le mythe breton des lavandières. Il s'agit d'une réplique de plus petite taille du grand format original, aujourd'hui disparu.

## Description
Cette toile de Yan’Dargent dépeint une scène inquiétante.
Un homme est poursuivi par un groupe de figures féminines fantomatiques blanches. Son regard empreint d’effroi est tourné vers un squelette encapuchonné. Les personnages qui entourent l’homme tirent sur son vêtement, comme pour l’arracher. D’autres suivent, tenant des objets ou des morceaux de tissus. En retrait de l’action principale, le reste des fantômes s’active autour d’un lavoir. Certains tournent la tête vers lui.
Le paysage occupe les trois-quarts de l’image. Le premier plan représente des figures humaines ou animales couchées près de racines aux formes monstrueuses. Au deuxième plan, la scène principale de poursuite de l’homme par les figures féminines blanches est développée. Les arbres du talus posent les limites du troisième plan. Ceux-ci prennent des formes humaines à la gestuelle semblable à celle des fantômes. À l'arrière-plan, enfin, une atmosphère brumeuse se dessine, éclairée par la lumière de la lune.  

## Histoire

### Réception de l'œuvre au salon de 1861
Yan’ Dargent expose régulièrement aux Salons de peinture et de sculpture de Paris, entre 1851 et 1899. D’une manière générale, ses toiles rencontrent peu de succès avant 1861. Pour cette édition du Salon, il envoie quatre toiles à thèmes bretons, dont Les Lavandières de la nuit.
C’est cette œuvre qui retient l’attention des journaux lors de son exposition. La presse générale célèbre unanimement le tableau, tandis que les critiques d’art se montrent plus mitigés. L’œuvre de Dargent fait ainsi l’objet de remarques parfois ironiques, du fait de son originalité. En effet, Les Lavandières détonne dans le paysage artistique français contemporain. La toile, aussi bien dans le style que dans le sujet traité, s’inscrit à contre-courant des œuvres réalistes d’artistes tels que Courbet ou Millet.
Le commentaire de Maxime Du Camp, écrivain et photographe, membre de l’Académie française, révèle l’esprit sarcastique de certains critiques de l’époque. Alors que le Salon de 1861 accueille plusieurs travaux d’inspiration bretonne, il écrit ceci : « Il y a là à l’exposition une armée de Bretons qui bretonnent à qui mieux mieux ». Ainsi, le travail de Yan’ Dargent côtoie celui de Luminais, Leleux, Noël ou encore de Penguilly-l’Haridon.

### La toile originale disparue
En 1861, Yan’ Dargent expose au Salon un très grand format de 2,50 × 6,50 m.
La toile monumentale est présentée à l’Exposition universelle de Londres, en 1862. Le Duc d'Hamilton, un riche collectionneur anglais d’origine écossaise, acquiert l’œuvre à cette période. Ce dernier meurt en 1863. À son décès, une vente aux enchères est organisée. Cependant, aucune mention de la toile n’est faite dans le catalogue de sa collection constitué pour la vente. Depuis cette date, l’œuvre originale n’a pas été retrouvée.

### Acquisition de la réplique par le Musée des Beaux-Arts de Quimper
La version des Lavandières de la nuit possédée par le musée des Beaux-Arts de Quimper est une réplique autographe de taille plus modeste.
Yan’ Dargent peint une plus petite version du tableau original à une date indéterminée. Elle est révélée à l’Exposition universelle de Chicago en 1893.
L’entrée du tableau dans les collections de Quimper daterait du début du XXe siècle. Le dossier d'œuvre indique qu'il s'agit d’un don de la veuve du peintre dans les années 1909-1910. En effet, la veuve propose au conservateur du musée de venir choisir des œuvres dans l’atelier. Un document interne daté du 13 juillet 1911 signale que « les œuvres de Yan’ Dargent sont bien arrivées au musée ». En tout, le musée de Quimper possède six œuvres de l’artiste.
Les Lavandières de la nuit rejoint le Musée des Beaux-Arts de Quimper, aux côtés d’autres tableaux de l’artiste. Par son travail, Yan’ Dargent expose son attachement à la Bretagne. Le sujet même de l'œuvre l'intègre tout à fait aux collections de peinture d'inspiration bretonne du musée.

## Analyse

### Un sujet légendaire: le mythe des lavandières
Yan’ Dargent fait partie d’une génération d’artistes bretons qui abordent, dans les grands formats du Salon, des thèmes puisés dans le légendaire. Ici, c’est le mythe des lavandières de la nuit qui est représenté. Ces figures inquiétantes lavent le linge les nuits de Toussaint et invitent les passants à les aider à tordre le linge. Cet appel scelle leur destin. Ils ne peuvent se soustraire à la tâche confiée. Les lavandières finissent par tordre le linge avec tant de force qu’elles leur brisent les os.
Cette croyance populaire s’est répandue dans de nombreuses régions de France. Dans Les Lavandières, l’artiste ancre la légende en Bretagne. Popularisée en Basse-Bretagne, une version du mythe est rapportée par Émile Souvestre dans son recueil de contes Foyer breton, paru en 1844. Le récit de Souvestre eut un grand succès et fut réédité plusieurs fois aux XIXe et XXe siècles. Aux côtés d’autres écrivains folkloristes comme François-Marie Luzel, Anatole Le Braz, et Hersart de La Villemarqué, il contribue à la diffusion de la légende qui a inspiré Yan’ Dargent pour sa toile. En effet, l'artiste représente le personnage de Wilherm Postik, victime des lavandières dans le récit de Souvestre, en costume de paysan breton. L'Ankou, l’allégorie bretonne de la mort, est introduit, et poursuit Postik aux côtés des fantômes.
Pour l’artiste, puiser dans le légendaire breton pour son œuvre, c’est aussi affirmer ses origines provinciales et rurales. Le peintre confie à la fin de sa vie à quel point les légendes terrifiantes de sa province natale l’ont marqué et inspiré.

### Une scène fantastique
« Il y a un véritable sentiment fantastique dans Les Lavandières de la nuit de M. Yan’ Dargent », Théophile Gautier, Abécédaire du Salon de 1861, Paris, 1861.
Combinant une maîtrise technique et un sens nouveau du fantastique, Yan’ Dargent transpose picturalement l’atmosphère irréelle du récit d’Émile Souvestre, dont il s’inspire pour sa toile. Le peintre situe la scène dans un paysage désertique faiblement éclairé par la lumière de la lune. Celle-ci est à demi voilée par une brume épaisse qui efface la colline en arrière-plan. Le choix d’un camaïeu de couleurs froides restitue l’atmosphère de la nuit hivernale du récit. Dans cette composition, le paysage participe autant que les personnages à l’expression du fantastique. Les arbres aux troncs déchiquetés prennent des formes humaines et accompagnent les lavandières gesticulantes qui poursuivent Postik. Les spectres livides glissent sur le sol, sublimés par les mouvements de leurs suaires blancs. La représentation d’une nature anthropomorphe, dont la nuit exacerbe le caractère redoutable et maléfique, achève de fixer l’atmosphère surnaturelle de la scène.
Selon Géraldine Mabire, historienne de l’art et spécialiste de la peinture en Bretagne, cette interprétation plastique du mythe des lavandières est peut-être due aux frayeurs enfantines de l’artiste. Les arbres animés, les spectres et les créatures fantasmagoriques aux yeux faits de petites lumières évoquent un style fantastique qu'elle qualifie « d'un peu naïf ».

### Une image narrative
Le choix d’un format allongé permet à l’artiste de raconter la scène qui se déroule en plusieurs temps. Les deux scènes principales peuvent être isolées dans deux carrés fictifs. Le carré de droite raconte la scène principale, et celui de gauche la scène antérieure du lavoir.
Le regard du spectateur est d’abord attiré à droite, là où l’intensité dramatique est la plus forte. Cette attraction repose sur le nombre de personnages, leurs mouvements, la lumière et le contraste entre le blanc et les couleurs du costume de Postik. Ensuite, le regard est guidé par les longues formes blanches et remonte le groupe des lavandières pour se diriger vers le lavoir lointain. L’encerclement du paysan par les lavandières est également fermé par une ligne courbe, qui souligne l’ensemble du groupe. Ce choix de composition semble vouloir imposer un retour du regard sur le premier plan à gauche. L’issue du drame est alors exprimée : deux corps gisent sur le sol, qui peuvent s’apparenter aux précédentes victimes des lavandières.
Enfin, les deux lignes obliques de la perspective obligent le regard à se poser à gauche et à droite, de manière alternée. Ce schéma sert le récit. Par le jeu d’obliques parallèles qui aboutissent toutes à la figure de Postik, Yan’ Dargent suggère à la fois la rapidité des mouvements silencieux des spectres et l’imminence tragique du destin du paysan. Le flot de lavandières s’élargit en même temps que le chemin qui les mène jusqu’au spectateur de la toile. Ce procédé participe à la tension dramatique de la narration visuelle de l’œuvre.

### L'œuvre marginale
La présentation d’une telle toile au Salon de 1861 est complètement à contre-courant des goûts et de la création contemporaine. Le choix de Yan’ Dargent de traiter un sujet légendaire dans un grand format destiné au Salon place Les Lavandières de la nuit en dehors des normes académiques, et des préoccupations des toiles réalistes.
Géraldine Mabire compare volontiers les moyens plastiques de Yan’ Dargent à ceux de Paul Prud’hon dans La Justice et la Vengeance Divine poursuivant le crime. La toile semble se référer à un romantisme passé de mode.

### Yan' Dargent inspiré par les planches de Gustave Doré?
Lorsque Yan’ Dargent entreprend le tableau des Lavandières en 1861, Gustave Doré achève les illustrations de l'Enfer de Dante, qui paraît la même année.
Après un travail de comparaison entre les gravures de Doré et le traitement des lavandières par Dargent, le propos de l’exposition « La forêt magique » (palais des Beaux-Arts de Lille, 2022) invite à rapprocher les travaux des deux artistes. En effet, les arbres tordus et anthropomorphes de Dargent, auxquels sont ajoutés des yeux de braise, laissent entendre que le peintre connaissait les planches de Gustave Doré pour l’Enfer. D’autres arbres prennent même des figures animales monstrueuses, évoquant tout un bestiaire fantastique. Ce rapprochement est d’autant plus frappant lorsque l’on sait que Dargent illustre à son tour Dante dans une édition de la Divine Comédie, parue en 1879. Dans l’ouvrage, il reprend le même motif de la forêt et de ses arbres qui emprisonnent les âmes tourmentées des morts, initié dans Les Lavandières de la nuit.

### Œuvre en rapport

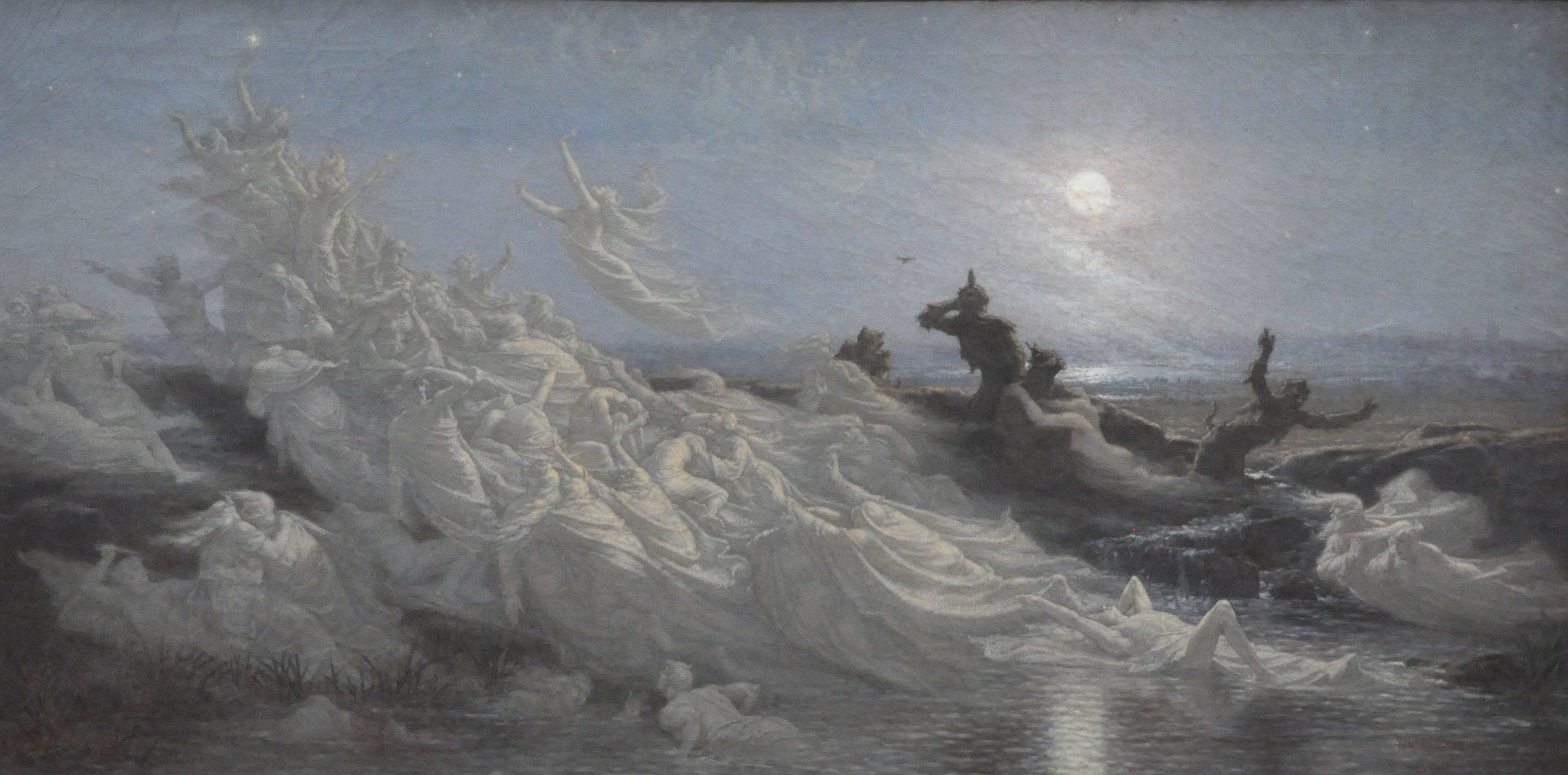
Les Vapeurs de la nuit, Yan' Dargent, 1863, huile sur toile, Musée des Beaux-Arts de Quimper.

Après Les Lavandières de la nuit en 1861, Yan’ Dargent propose une nouvelle œuvre à sujet légendaire au Salon de 1863 : Les Vapeurs de la nuit .
Sur cette toile, les brumes des marais deviennent des formes humaines vaporeuses. Elles représentent les âmes des morts dans l’imaginaire breton. Sur le tableau, un clair de lune voilé et des arbres anthropomorphes similaires à ceux des Lavandières sont figurés. Les couleurs et l’ambiance du paysage rappellent également l’atmosphère inquiétante de la toile de 1861.

## Exposition
- Du 1er mai au 30 octobre 1893 : Exposition universelle, Chicago, États-Unis.

- 1955 : « La Bretagne vue par les peintres au XIXe siècle », Musée des Beaux-Arts, Quimper, France.

- 1989 : « Yan’ Dargent », Centre culturel de Keranden, Landerneau, France.

- Du 28 avril 1990 au 4 novembre 1990 : « Arts de Bretagne : XIVe – XXe siècles », Château de Schallaburg, Autriche.

- De l’été 1992 à l’été 1993 : « Les lavandières de la nuit », Musée Yan’ Dargent, Saint-Servais, France.

- Du 1er juillet 1992 au 18 octobre 1992 : « Ernest Renan, un Celte en Orient », Musée d’histoire, Saint-Brieuc, France.

- Du 25 octobre 1992 au 15 janvier 1993 : « Ernest Renan, un Celte en Orient », Musée de Bretagne, Rennes, France.

- Du 28 novembre 1993 au 30 janvier 1994 : « La Bretagne et son identité culturelle. Entre héritage celtique et le présent français », Musée des Frères Grimm, Cassel, Allemagne.

- Du 29 novembre 1994 au 16 janvier 1995 : « Yan’ Dargent et les lavandières de la nuit », Musée des Beaux-Arts, Quimper, France.

- Du 6 mai 1995 au 17 mars 1995 : « La Bretagne vue par les peintres au XIXe siècle », Musée des Beaux-Arts, Quimper, France.

- Du 3 décembre 1999 au 27 mars 2000 : « Yan’ Dargent : 1824 – 1899 », Musée des Beaux-Arts, Quimper, France.

- Du 4 mai 2000 au 29 octobre 2000 : « Incubi, succubi, les sorcières et leurs bourreaux : hier et aujourd’hui », Musée d’Histoire de la Ville de Luxembourg, Luxembourg.

- Du 3 mai 2002 au 6 août 2002 : «Hewenwahn, Ängste der Neuzeit», Deutsches Historisches Museum, Berlin, Allemagne.

- Du 7 décembre 2002 au 9 mars 2003 : «Fées, elfes, dragons et autres créatures des royaumes de la féerie», Abbaye de Daoulas, Daoulas, France.

- Du 28 juin 2003 au 2 novembre 2003 : «Bretagne, terre de peintres», Musée des Beaux-Arts, Vannes, France..

- Du 18 décembre 2003 au 20 avril 2004 : «Alain Robbe-Grillet», Musée des Beaux-Arts, Brest, France.

- Du 13 septembre 2006 au 15 janvier 2007 : «Il était une fois Walt Disney», Grand Palais, Paris, France.

- Du 19 septembre 2008 au 25 janvier 2009 : «Walt Disney Wunderbare Welt», Kunsthalle der Hypo-Kulturstiftung, Münich, Allemagne.

- Du 1er mai 2022 au 19 septembre 2022 : «La forêt magique», Palais des Beaux-Arts, Lille, France.

- Du 28 janvier au 31 décembre 2022 : «Barzaz Breizh», Musée départemental breton, Quimper, France.

- Du 25 juin 2023 au 28 janvier 2024 : «Sur les traces de Tolkien et de l’imaginaire médiéval : peintures et dessins de John Howe», Fonds Hélène et Edouard Leclerc, Landerneau, France.

#### Ouvrages généraux
- Denise DELOUCHE et Catherine PUGET, Les peintres de la Bretagne, Paris, Palantines, 2011 (ISBN 978-2-35678-055-3)

#### Articles spécialisés
- Jean BERTHOU, Yan' Dargent: héraut de la basse Bretagne, Coop Breizh, coll. « Coop Breizh artistes », 2014 (ISBN 978-2-84346-595-6)
- Thierry JIGOUREL, Encyclopédie illustrée des êtres merveilleux de Bretagne, Rennes, Ouest France, 2022 (ISBN 978-2737386176)
- Géraldine MABIRE, « Les Lavandières de la nuit, Yan’ Dargent », dans Jacqueline DUCROC, Effets de rêve : du réel à l’imaginaire, Rennes, Presses Universitaires de Rennes, 1970
- Christian QUERRE, Mystères et légendes de Bretagne, Rennes, Ouest France, 1995

#### Catalogues d'exposition
- Nelly BLANCHARD, Fañch POSTIC, Clarisse BAILLEUL, Barzaz Breizh, Le chant de la Bretagne, Musée départemental breton, Archives départementales du Finistère, Châteaulin, Locus Solus, 2022.
- La forêt magique, Paris, Grand Palais-RMN, 2022 (ISBN 978-2-7118-7915-1, OCLC on1333964188, lire en ligne)

#### Ressources institutionnelles
- Musée des Beaux-Arts de Quimper, Dossier d'oeuvre, Quimper (consulté au centre de documentation du musée)
- Musée des beaux-arts de la ville de Quimper, « Yan'Dargent Les Lavandières de la nuit », sur Musée des beaux-arts de la ville de Quimper : Site Internet (consulté le 28 février 2025)